# Metallegering
En metallegering eller blot legering er en kombination, enten i opløsning eller blanding, af to eller flere grundstoffer, hvoraf mindst et af grundstofferne er et metal.
Legeringer designes normalt til at have egenskaber som er mere ønskværdige end de grundstoffer, de består af. F.eks. er stål stærkere end jern, og messing er mere holdbart end kobber og pænere at se på end zink.
Nye højentropi-legeringer består af 5-6 udvalgte metalatomer hvor ingen udgør en dominerende del. Hvorledes de placerer sig og hvilke der er nabo atomer er derimod en tilfældighed. De er overlegne i styrke, har god formbarhed og tåler højere temperaturer end konventionelle legeringer. Fem udvalgte metalatomer kan kombineres på 14 mill. måder, seks på 156 mill. måder. De har også vist sig at være dobbelt så aktive katalysatorer end ren platin. 
Eksempler på legeringer:
- Amalgam – legering der indeholder kviksølv.
- Bronze – kobber og tin f.eks. 83 % kobber og 17 % tin.
- Duraluminium – 90 % aluminium, endvidere kobber, magnesium og mangan. [1]
- Easy bend metal – smelter ved 96 °C.
- Elektron - magnesium, aluminium, zink
- Elektrum – guld og sølv.
- Hvidmetal – tin (88%), antimon og kobber.
- Loddetin – tin, bly og mellem 0–4% sølv.
- Messing, tombak – kobber og zink.
- Mu-metal
- Nysølv, alpaka – kobber, nikkel (8–20%) og zink (op til 45%).
- Rustfrit stål – jern med mindst 12% krom og ofte molybdæn.
- Skriftmetal – bly, antimon og tin.
- Smykkeguld – guld, sølv og kobber
- Sterlingsølv – sølv (92,5%) og andre metaller, som regel kobber
- Stål – jern med op til 2,1% carbon.
- Woodsmetal – bismuth, tin, bly og cadmium
- Zeolit – vandholdigt aluminiumsilikat
- https://www.msn.com/da-dk/nyheder/videnskab/nye-legeringers-gode-egenskaber-skyldes-tilfældighed/ar-BBUqxwE#page=2